# Speck

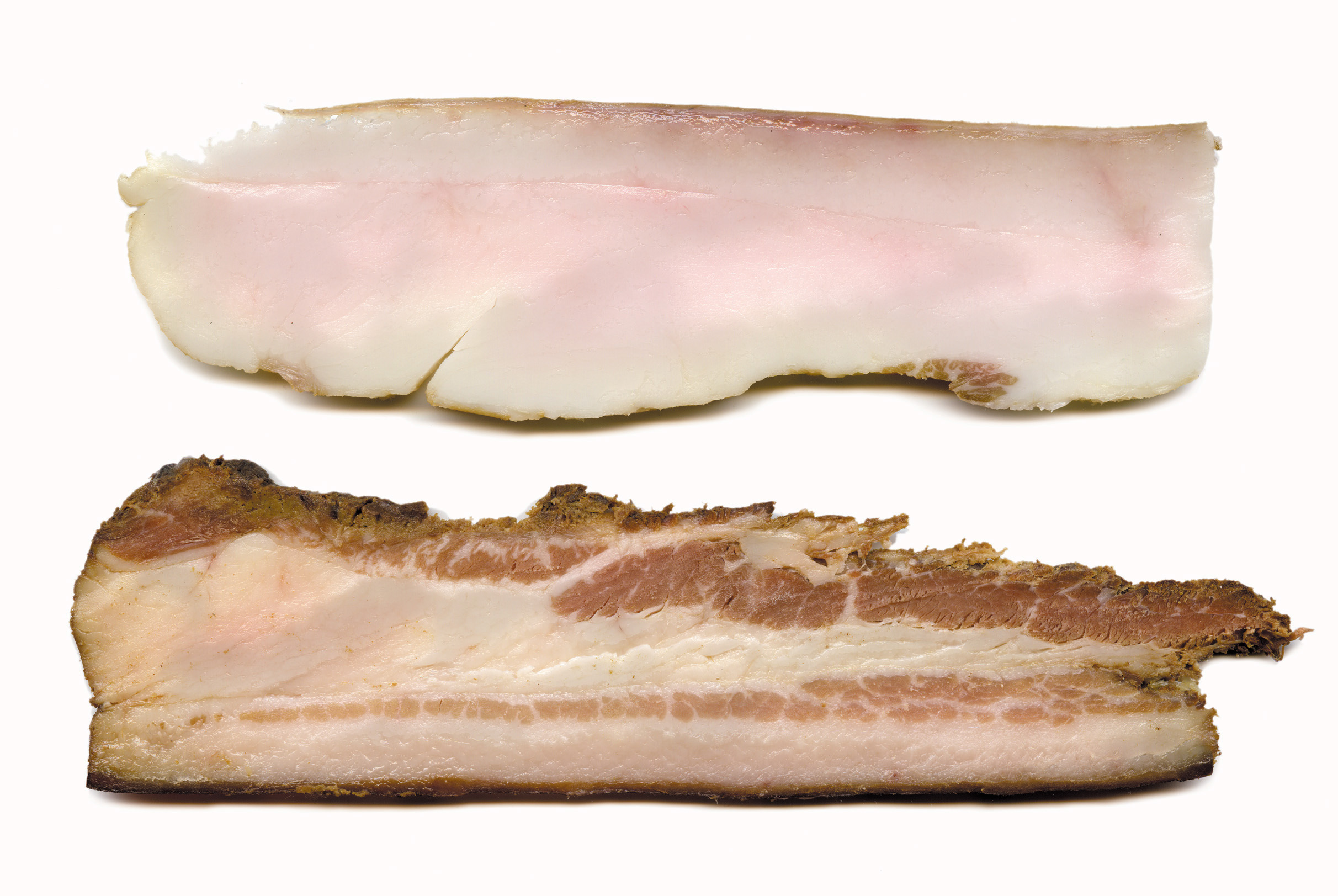
Speck do Tirol Meridional.

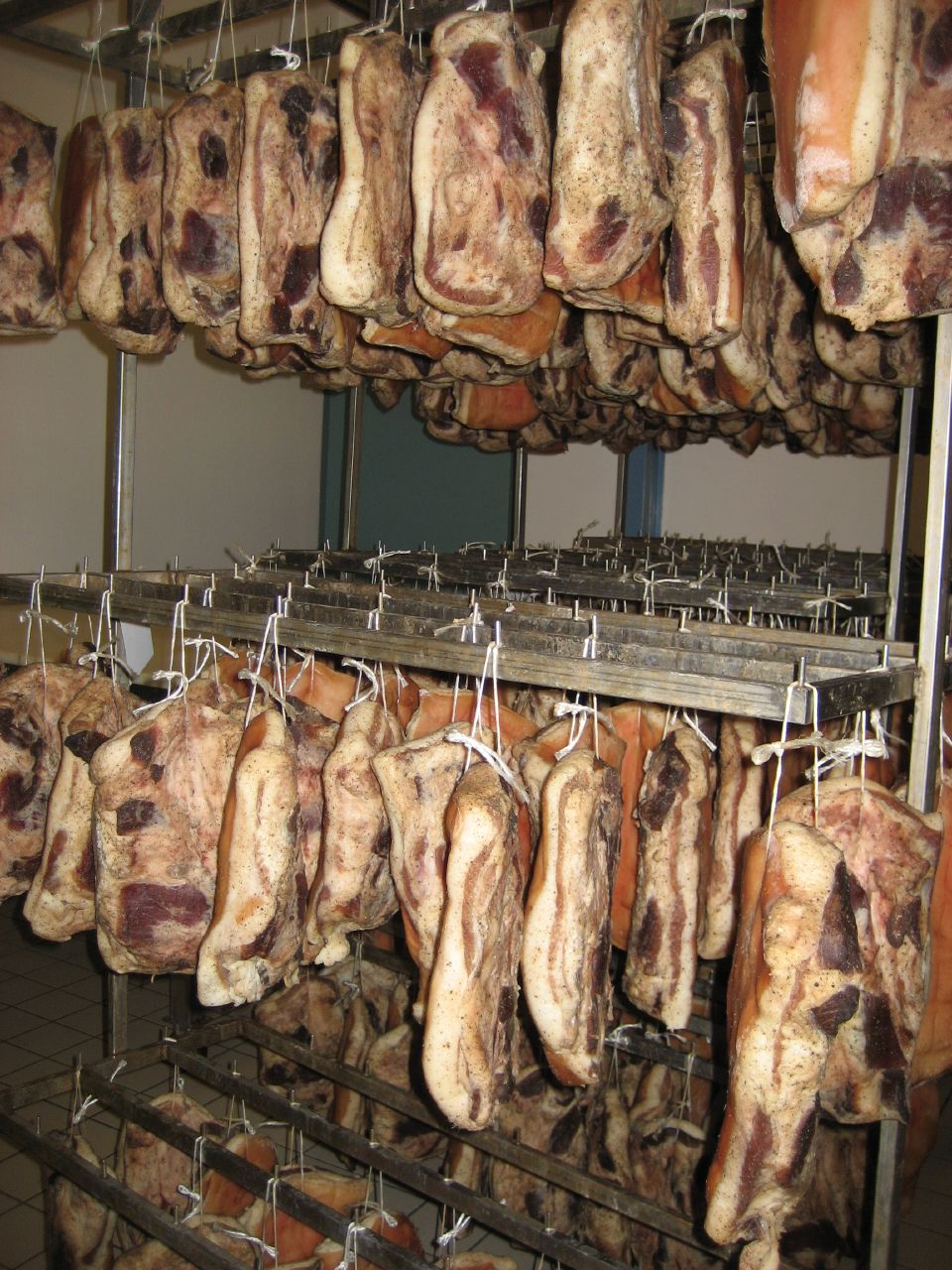
Speck em cura.

Speck, Südtiroler Speck, Speck Alto Adige ou Cioce em ladino dolomítico é um presunto cru, levemente fumado, típico da província de Bolzano, no norte da Itália. Constitui um produto de denominação de origem protegida, de acordo com as normas da União Europeia.

## História
Com nomes diferentes, é referido em documentos datados do século XIII. O termo speck, porém, é referido pela primeira vez apenas no século XVIII.
É um produto típico do Tirol Meridional e também da região austríaca contígua do Tirol oriental.
Produzido tradicionalmente de forma artesanal e familiar, começou a ser produzido de forma industrial nos anos 60.
Nos últimos anos, têm sido criados estabelecimentos de produção de speck na região de Vale de Aosta, com o intento de constituir uma nova denominação de origem protegida.

## Preparação
Ao contrário de outros presuntos, o pernil que dá origem ao speck é desossado no início da preparação. A carne é então salgada e temperada com alho, louro, zimbro, noz-moscada e outras especiarias. Em seguida, o speck é ligeiramente fumado a baixa temperatura (cerca de 20° C). Por fim, é curado durante um período que não deve ultrapassar as 22 semanas, sendo periodicamente exposto ao ar fresco dos vales do Tirol Meridional. Este processo confere-lhe um sabor suave a fumo. A cura é realizada em áreas especiais, mantidas sob rigoroso controlo de temperatura e de humidade.